# Apatxita
L'apatxita és un mineral de la classe dels silicats. Rep el seu nom de la tribu dels apatxe que viuen a la zona de la mina Christmas, on va ser descoberta.

## Característiques
L'apatxita és un silicat de fórmula química Cu9Si10O29·11H₂O. Cristal·litza en el sistema monoclínic en forma de petites esfèrules de fibres radials. Segons la classificació de Nickel-Strunz, l'apatxita pertany a «09.HE - Silicats sense classificar amb Cu i/o Zn» juntament amb la gilalita.

## Formació i jaciments
Es troba en fractures tallant roques de granat-diòpsid, reemplaçant els dos silicats i calcita. Sol trobar-se associada a altres minerals com: kinoïta, stringhamita, junitoïta, clinohedrita, xonotlita, apofil·lita, calcita o tobermorita. Va ser descoberta l'any 1980 a la mina Christmas, a la localitat de Christmas, al Comtat de Gila (Arizona, Estats Units). També se n'ha trobat al districte d'Abbey (Nou Mèxic, Estats Units) i a Kandesei (Namíbia). Als territoris de parla catalana ha estat descrita a la mina Alforja, situada a la localitat homònima, al Baix Camp.